# Uloborus bispiralis
Uloborus bispiralis là một loài nhện trong họ Uloboridae.
Loài này thuộc chi Uloborus. Uloborus bispiralis được miêu tả năm 1982 bởi Opell.